# Receptorski kanalček
Receptorski kanalčki, tudi ionotropni receptorji ali na kanalček vezani receptorji, so ionski kanalčki, katerih podenota so receptorji za vezavo specifičnih ligandov. Zvečujejo prevodnost za specifične katione ali za kloridni ion. Mednje sodijo na primer nikotinski receptor, receptor GABAA in glutamatni receptor.

## Delovanje
Receptorski kanalčki učinkujejo zelo hitro in povzročijo bodisi depolarizacijo živčne celice ter sprožijo akcijski potencial ali pa hiperpolarizirajo živčno celico in zavrejo proženje akcijskega potenciala. Gre za transmembranske beljakovine, sestavljene iz več podenot, ki tvorijo poro (ionski kanalček) in le-ta predira membrano. Živčni prenašalec se kot ligand veže na vezavno mesto, ki leži zunajcelično, in ob tem se hipoma odpre ionski kanalček, ki omogoči prehod ustreznih ionov skozi membrano.
Nadzorujejo najhitrejše sinaptične dogodke v živčevju in omogočajo učinek živčnega prenašalca na postsinaptično membrano živca ali mišične celice. Ekscitatorni živčni prenašalci, kot sta acetilholin v živčno-mišičnem stiku ali glutamat v osrednjem živčevju, praviloma povečajo prepustnost membrane za natrijeve in kalijeve ione, pri čemer se celica depolarizira in se poveča verjetnost sproženja akcijskega potenciala. Odprtje kanalčka se zgodi v milisekundi po vezavi liganda.